# Глобулин, связывающий половые гормоны
Глобулин, связывающий половые гормоны (ГСПГ, англ. Sex hormone-binding globulin, SHBG) — транспортный белок-гликопротеин, который связывает половые гормоны тестостерон и эстрадиол. Оказывает тормозящее влияние на их действие и снижает либидо. Другие стероидные гормоны, такие как прогестерон, кортизол и другие кортикостероидные гормоны, связаны транскортином.
Тестостерон и эстрадиол циркулируют в крови. В основном связаны с глобулином, связывающим половые гормоны, в меньшей степени - с альбумином. Они биологически активны и способны проникать в биологическую клетку и активировать её рецепторы, только доля тестостерона, переносимого альбумином, является слабой связью (3 % общего тестостерона).
Поскольку ГСПГ подавляет функцию этих гормонов, на биодоступность половых гормонов влияют концентрации ГСПГ.
ГСПГ имеет более высокое сродство к дигидротестостерону, чем тестостерон или эстрадиол, что делает необходимым для женщин регулировать биодоступность дигидротестостерона.
ГСПГ в основном вырабатываются печенью и впоследствии попадают в кровоток. ГСПГ также вырабатываются другими органами, включая мозг, матку, яички и плаценту.
Разновидность глобулина, связывающего половые гормоны, продуцируемая яичками, называется андроген-связывающий белок.
Как тестостерон, так и эстрадиол циркулируют в кровотоке, в основном за счет этого глобулина и, в меньшей степени, альбумина. Однако небольшое количество этих гормонов остается «свободным» и, таким образом, биологически активным и способным проникать в клетку для активации её рецептора. ГСПГ ингибирует функцию этих гормонов, поэтому на их биодоступность влияет уровень этого глобулина, который имеет более высокое сродство с андрогенным дигидротестостероном, чем с тестостероном или эстрадиолом, что делает его необходимым для женщины регулируют доступность указанного андрогена.